# かつて存在した日本酒メーカー一覧
かつて存在した日本酒メーカー一覧（かつてそんざいしたにほんしゅメーカーいちらん）は、廃業・倒産・合併により解散・消滅した日本酒を製造していた企業の一覧。会社は現存するが、かつて日本酒を醸造していた企業や、事業撤退し他業種に転業した企業、現在は休造中の企業も含む。
廃業とされている企業でも休眠を除く会社の存続が確認され、かつ他業種に転業したものは、撤退と表記した。
休造中の企業については、形態によっては扱いが異なります。
商品を出荷している企業
- 自醸しないで全量桶買いは現存とみなし、日本酒メーカー一覧へ。（酒造免許を保有している。醸造元の企業は表記されない）
- 銘柄は保有しているが他社に委託醸造し、OEM供給を受け販売・卸のみ行う企業は撤退とみなす。（酒造免許は返納または失効。自己商標酒類卸売免許に切り替えている場合は醸造元の企業は表記されている）
- OEM供給を受けているが、過去に酒造の経験のない企業は除外する。（自己商標酒類卸売免許を持つ酒店・問屋）

企業整備令など戦前に廃業した企業と、戦前に休造し戦後も事業再開しなかった企業については除外。この時期は半数以下に激減し膨大な数になるため。

## 地方別

### 北海道
- （株）山二わたなべ（小樽市） - 北寳、小樽の女、熊古露里、雪中花〈2016年酒造事業撤退、下記北の誉酒造から桶買いしていた[1]〉
- 北の誉酒造（株）（小樽市） - 北の誉〈2015年合同酒精に吸収合併、旭川工場に生産を集約[2]〉
- 雪の花酒造（株）（小樽市） - 雪の花、小樽港〈2011年破産[3]〉
- 登鶴酒造（旭川市） - 登鶴〈1986年廃業、銘柄は小林酒造へ譲渡[4]〉
- 大雪山酒造（上川郡愛別町） - 大雪山〈1981年廃業[4]〉
- 松山酒造（株）（上川郡清水町） - きよ泉〈1981年廃業[5]〉
- 十勝酒造（資）（河西郡芽室町） - 長寿〈1980年廃業[5]〉
- 帯広酒造（資）（帯広市） - 亀の露〈1979年廃業[5]〉
- 小川銘醸（株）（帯広市） - 晃邦〈1970年廃業[5]〉
- 中川酒造（札幌市） - 金富士〈1970年廃業[6]〉
- 大谷酒造（旭川市） - 旭正宗〈1970年廃業[4]〉
- 朝日酒造（釧路市） - 朝日桜、摩周〈1970年廃業[7]〉
- 兼古酒造店（根室市） - 〈1969年北の誉酒造へ合併[4]〉

### 東北地方

#### 青森県
- （有）竹浪酒造店（北津軽郡板柳町） - 岩木正宗、七郎兵衛〈2020年破産[8]、その後、事業承継により新会社（株式会社竹浪酒造店）設立[注釈 1]〉
- （有）長内酒造店（つがる市） - 津軽七雪〈2017年解散[11]〉
- （有）睦鶴酒造（上北郡野辺地町） - 睦鶴〈2009年廃業[12]〉
- 佐藤酒造（株）（黒石市） - 初駒〈2008年廃業、酒蔵はカフェに改装[13]〉
- 毛内酒造場（つがる市） - 富泉〈2007年廃業[14]〉
- 金五（資）（三戸郡三戸町） - むかひ鶴〈廃業[15]〉
- 川島酒造店（つがる市） - 若松〈廃業[16]〉
- 津軽の誉（弘前市） - 勝鬨〈廃業[17]〉

#### 岩手県
- （株）白雲（花巻市） - 白雲、南部富士、風の又三郎〈2014年廃業[18]、喜久盛酒造が蔵を借り醸造し在庫分も引取り販売〉
- （株）天瓢（奥州市） - 桜紋天瓢〈2008年岩手銘醸に銘柄を譲渡、2018年解散[19]。〉
- （協）水江酒造（奥州市） - 桜紋天瓢〈同上、2018年解散[20]。〉
- （株）岩手川（盛岡市） - 岩手川〈2006年破産[21]〉
- 鈴蘭酒造（久慈市） - 銀嶺すずらん、北リアスからの風〈2010年廃業[22]〉
- 横屋酒造（一関市） - 玉の春〈2005年破産、銘柄と酒蔵は岩手銘醸が引継ぐ[23]〉
- 宝峰（花巻市） - 宝峰〈2002年破産[23]〉
- 荻野酒造（株）（遠野市） - 雪の友〈廃業〉

#### 宮城県
- まるや天賞（株）（柴田郡川崎町） - 天賞〈2011年廃業、銘柄は中勇酒造店が引継ぐ。土地建物は（株）新澤醸造店が取得し工場移転し同社川崎蔵となる〉※仙台市青葉区の旧・天賞酒造（株）が2005年川崎町に移転し社名変更[24]
- 宮城酒類（株）（仙台市） - 雪の松島〈2007年廃業、銘柄は大和蔵酒造へ譲渡[25]〉
- 早坂酒造店（黒川郡大和町） - 松華〈廃業[26]〉
- 鳳山酒造（仙台市） - 鳳山〈廃業[27]〉
- 吉岡酒造店（仙台市） - 志ら梅〈酒造事業撤退、酒店を営業していたが2010年閉店、酒蔵跡地は駐車場になり当時の石蔵が残る。現在はテナントビル業と駐車場業に転業[28]〉

#### 秋田県
- （名）西村醸造店（能代市） - 楽泉、綾娘〈2018年破産[29]〉
- 武石酒造店（湯沢市） - 山田川、銀嶺白山〈2015年廃業[30]〉
- 國萬歳酒造（株）（秋田市） - 國萬歳〈2012年秋田酒造と合併[31]〉
- 沼館酒造（株）（横手市） - 館の井、たてのい〈2008年酒造事業撤退、2009年秋田県酒類卸が買収しNSバイオジャパン（株）へ社名変更[32]〉
- 勇駒酒造（横手市） - 秋田錦、秋田のゆきしずく、天品〈2003年廃業、現・旬菜みそ茶屋くらを[33]〉
- 黄金井酒造（秋田市） - 黄金井〈廃業[34]〉
- 森川酒造店（秋田市） - 英雄〈廃業[35]〉
- 出原酒造店（大仙市） - 秋田川〈廃業[36]〉
- 関善酒店（鹿角市） - 花正宗、鹿角、錦木、常勝、末広、日出正宗、米代など〈1983年酒造事業撤退、小売業へ転業。錦木銘柄はかづの銘酒にて委託醸造により復刻、同店内のみの販売。〉

#### 山形県
- 加茂川酒造（株）（西置賜郡白鷹町） - 加茂川〈2021年新会社（株）加茂川に事業譲渡、2021年加茂川酒造（株）はオンリーワン（株）に社名変更し自己破産を申請[37]。〉
- 鈴木酒造（資）（西村山郡朝日町） - 豊龍〈2018年月山酒造へ合併[38]、月山酒造（株）豊龍蔵となる[39]。〉
- 福牡丹酒造（株）（東置賜郡川西町） - 福牡丹〈2015年廃業[40]〉
- （資）佐藤酒造店（最上郡最上町） - 此君（このきみ）〈2012～2014年酒造事業撤退[41]、小屋酒造に委託醸造しOEM供給販売〉
- 東洋酒造（株）（長井市） - 一生幸福、忍ぶ川〈2011年福島県の鈴木酒造店が買収し、（株）鈴木酒造店長井蔵へ社名変更〉
- 最上川酒造（株）（新庄市） - 最上川〈2010年破産[42]〉
- 佐藤仁左衛門酒造場（鶴岡市） - 奥羽自慢〈2014年（株）奥羽自慢へ事業譲渡[43]〉

#### 福島県
- 石橋酒造場（会津若松市） - 薫鷹〈2015～2017年廃業[44]〉
- 鷺酒造場（鷺酒造店）（いわき市） - 清福〈2015～2017年廃業[44]〉
- （株）鈴木酒造店（双葉郡浪江町） - 磐城壽〈2011年東日本大震災で被災し休造、同年山形県の東洋酒造を買収し（株）鈴木酒造店長井蔵に社名変更し再開。2021年浪江町の道の駅なみえに併設移転し再開。〉
- （株）上田本家（双葉郡浪江町） - 磐城 天王山〈2011年東日本大震災で被災し廃業[45]〉
- （株）馬場酒造本店（双葉郡浪江町） - 樂貫、三郎、極楽〈同上、2019年解散[46]〉
- 東山酒造（資）（会津若松市） - 東山、寫樂〈2007年廃業[47]、2016年解散[48]、寫樂銘柄は宮泉銘醸が引継ぐ〉
- （有）大和錦酒造場（喜多方市） - 大和錦〈廃業、現・峰の雪酒造場の本家である。〉
- 香久山（資）（喜多方市） - 香久山〈酒造事業撤退、貸倉庫業へ転業、上記大和錦と同根の企業。〉
- 米美川酒造（資）（喜多方市） - 米美川〈廃業〉
- 此花酒造（株）（会津若松市） - 此花〈廃業、会津酒造博物館を運営していたが現在は休業中〉
- 松本酒造店（会津若松市） - 会津富士〈廃業〉
- 清瀧酒造（株）（会津若松市） - 進水式、清瀧〈廃業、元経営者自宅は可月亭庭園美術館として公開、限定復刻した「清瀧」を当館内で販売していた。〉

### 関東地方

#### 茨城県
- 酔富銘醸（株）（常陸大宮市） - 酔富（2016年事業停止、2018年破産[49]）
- 軽部酒造場（桜川市） - 正気〈2012～2014年廃業[41]〉
- （有）伊能酒造店（小美玉市） - 幾久一〈2012～2014年廃業[41]〉
- 日渡酒造（株）（日立市） - 元亀、至宝〈2011年東日本大震災で被災し休造、酒蔵も解体され事実上廃業。〉
- 菊乃香酒造（株）（旧法人）（日立市） - 〈2006年廃業、2018年解散。2006年東京都の（株）宏和商工が買収し日立酒造工場となるも、2019年新法人菊乃香酒造（株）を設立し2020年事業移管して独立。〉
- 遠峰酒造（株）（潮来市） - 文華、鹿島誉〈1982年酒造事業撤退、ディスカウントストア「潮来大黒天」に転業するも、2019年破産[50]〉

#### 栃木県
- 鳳鸞酒造（株）（大田原市） - 鳳鸞、花籠、与一伝承〈2019年破産[51]〉
- （資）金子酒造（那須郡那珂川町） - 鳴竜〈2019年解散[52]〉
- （株）阿部酒造店（芳賀郡茂木町） - 千代乃白菊〈2016年解散[53]〉
- 島崎酒造（株）（大田原市） - 友白髪〈2015年解散[54]、東力士を製造する那須烏山市の蔵元とは別の会社。〉
- （株）島崎泉治商店（芳賀郡茂木町） - 泉月花、栄屋利兵衛、棚田の雫〈2014年廃業、在庫分は島崎酒造の製品として出荷〉
- 仙禽酒造（株）（さくら市） - 仙禽〈2008年倒産、新会社（株）せんきんに事業譲渡。〉
- （有）鈴木酒造店（芳賀郡益子町） - 寿々美駒〈2008年以降廃業、2016年解散[55]〉
- 三和酒造（株）（栃木市） - 多喜水〈2008年以降廃業、2016年解散[56]〉
- 栄冠酒造（株）（那須郡那珂川町） - 東栄冠〈2008年以降廃業〉

#### 群馬県
- 太刀川酒造（株） - 利根鶴〈2012～2014年廃業[41]〉
- （株）藤﨑摠兵衛商店 鬼石支店 - 鬼面山〈埼玉県に移転〉
- 森本酒造（株） - 赤城の寒梅〈2012～2014年廃業[41]〉
- 奥村酒造（株） - 起龍、福榮〈2013年廃業[57]〉
- 金星酒造（株） - 金紋金星〈2010年破産[58]〉

#### 埼玉県
- 和久井酒造（株） - 慶長〈2008年廃業〉
- 竹内酒造（株）（北葛飾郡幸手町[59]） - 寶富貴[60][61]〈1988年廃業、分家は竹内味噌醸造株式会社創業（廃業）、酒蔵跡地はライオンズマンションへ〉
- （株）田中藤左衛門商店 - 七ツ梅〈2004年廃業、跡地は映画館深谷シネマへ[62]。銘柄は小山本家酒造灘浜福鶴蔵が引継ぐ[63]。〉
- 鏡山酒造（株） - 鏡山〈2000年廃業、銘柄は2007年新設の小江戸鏡山酒造（株）が復活。酒蔵は2010年川越市産業観光館となる〉

#### 千葉県
- 飯田酒造場 - 徳明〈2018年廃業[64]〉
- （名）石野商店 - ふさ正宗〈休造[65]〉
- 千蔵酒造（株） - 富泉〈酒造事業撤退、「野村屋本店」として小売業に転業、鍋店に委託醸造[66]、2021年愛知県半田市の伊東が買収、野村屋本店は独立し野村屋本店合同会社を設立。〉

#### 東京都
- 小山酒造（北区） - 丸眞正宗〈2018年酒造事業撤退、銘柄を小山本家酒造へ譲渡〉
- （有）中島酒造場（八王子市） - 日出山、高尾山〈2010年廃業、高尾山の銘柄はあきる野市の中村酒造へ[67]〉
- 渡辺酒造（名）（武蔵村山市） - 吟雪〈2007年廃業[68]〉
- 大多摩酒造（株）（青梅市） - 大多摩〈2005年廃業〉
- 土屋酒造（株）（狛江市） - 鳳桜〈2004年以降休造、酒蔵跡地はマンションへ〉

#### 神奈川県
- （資）相田酒造店 - 火牛、智恵袋〈2012年破産[69]〉
- 舞姿酒造（株） - 舞姿〈2010年破産[70]〉

### 中部地方

#### 新潟県
- （株）越後伝衛門（新潟市北区） - 越後伝衛門〈2021年休造[71]〉
- 越の華酒造（株）（新潟市中央区） - 越の華〈2019年解散[72]〉
- 谷乃井酒造（株）（上越市板倉区） - 谷乃井〈2014年廃業[73]〉
- 美の川酒造（株）（長岡市） - 美の川〈2014年破産[74]、在庫分と銘柄を苗場酒造が引き取る。〉
- 野崎酒造場（上越市三和区） - 国の華〈2012～2014年廃業[41]〉
- （有）菊波酒造（佐渡市） - 菊波〈2012～2014年廃業[41]〉
- 加茂乃井酒造（株）（上越市板倉区） - 加茂乃井〈2000年泉流酒造塾へ事業譲渡するも2010年撤退[73]〉
- 弥生酒造（株） - 〈2008年破産[75]〉

#### 富山県
- 櫻井酒造[76]（廃業）
- （株）藤波酒造 - 藤波〈2014年破産[77]〉

#### 石川県
- （資）北森酒造場 - 富久舞〈2008年倒産〉
- 谷川醸造（株） - 菊天女〈2004年酒造事業撤退、現在は味噌醤油のみ製造〉
- 村田酒造 - 菊盛〈廃業〉

#### 福井県
- （株）わかさ冨士 - わかさ、まごころ、おやじ、吟香水、熊川宿、御食国、岳颪、OBAMA〈2017年廃業[78]、新設会社・（株）小浜酒造へ事業譲渡[79]（旧吉岡蔵跡に設立）〉
- 寿喜娘酒造（有） - 寿喜娘〈2015年破産[80]〉
- 三田村酒造（有） - 寿喜娘〈1987年経営難のため上記寿喜娘酒造を設立し事業譲渡〉
- 吉岡蔵 -〈1965年合併により、（株）わかさ冨士へ[81]〉
- 逸見蔵（若狭町熊川） - 〈同上〉
- 花筐酒造(株)　（今立町）  - 〈廃業〉

#### 山梨県
- 二葉屋酒造店 - 栴檀〈2008年廃業〉
- 腕相撲酒造 - 腕相撲 〈2022年廃業〉
- 田辺酒造 - 菊星

#### 長野県
- 菱友醸造（株）（諏訪郡下諏訪町） - 御湖鶴〈2017年破産[82]、2018年いわき市に本社を置く磐栄運送（株）が酒蔵を取得し諏訪御湖鶴酒造場となり事業再開[83]〉
- 舞姫酒造（株）（諏訪市） - 舞姫〈2014年（株）舞姫に事業譲渡、商標権が失効したため無法松酒造が取得、新たに信州舞姫を商標とした〉
- 明科酒造（資）（安曇野市） - 広田泉〈2012～2014年廃業[41]〉
- （株）菊水醸造店（松本市） - 月光〈2012～2014年廃業[41]〉
- （株）塩入酒造場（長野市） - 雲山〈2012～2014年廃業[41]〉
- 杉の森酒造（株）（塩尻市） - 杉の森〈2012年休蔵[84]、2021年に京都市に本社を置く（株）Kirakuが完全子会社化し、suginomori brewery と改称し事業再開[85]〉
- 横綱酒造（株）（長野市） - 富士横綱〈廃業、2011年HP閉鎖、跡地は住宅地。〉
- 七福酒造（株）（上水内郡飯綱町） - 七福〈2007年廃業[86]〉
- 松本醸造（株）（松本市） - 夫婦松〈2001年廃業[87]〉
- （株）松葉屋　（須坂市） - 臥龍山〈2014年10月20日に廃業[88]

- （資）大角屋醸造場（北安曇郡池田町） - 安曇野、関の春〈2000年廃業[89]〉
- 亀屋酒造店 - 亀波〈1961年合併により酔園（現・EH酒造）となる[90]。〉
- 飯野屋 - 好み笹〈同上〉
- （有）務台酒造店（安曇野市） - 蔦泉〈同上、2016年まで法人としては存続、酒蔵は現存。〉

#### 岐阜県
- 伊藤酒造（株）（可児市） - 烏峯泉〈2016年東京都の若松屋へ吸収合併、（株）若松へ〉
- 杉山酒造（株）（本巣市） - 美の自慢〈2004年廃業〉
- 村井酒造（株）（美濃市） - 美の泉〈2012～2014年廃業[41]〉
- 古田酒造（資）（加茂郡八百津町） - 雪中寒梅〈2012年破産[91]〉
- （株）田辺酒造場（高山市） - 岳の雪〈2011年廃業〉
- （有）城山産業（高山市） - 鬼ころし〈2008年破産、JFLAグループの老田酒造店が事業を引き継ぐ[75]〉

#### 静岡県
- 満寿一酒造（株） - 満寿一〈2012年廃業[41]〉
- 吉屋酒造　- 忠正〈2009年廃業、銘柄は駿河酒造場が引継ぐ〉
- 渡辺酒造 - 田子乃富士、伊豆海〈2009年頃廃業〉
- 岩本酒造 - 士魂〈2005年廃業〉
- 岡田酒造 - 翁辨天〈2004年頃廃業〉
- 旭化成大仁工場 - 菊源氏、力正宗〈2003年オエノンホールディングスに銘柄・日本酒事業譲渡、工場は閉鎖〉
- 東洋醸造（株） - 菊源氏、力正宗〈1992年旭化成工業（現・旭化成）に合併〉
- 鈴木酒造 - 入神〈廃業〉
- 宮崎酒造（浜松市） - 千代娘〈廃業〉

#### 愛知県
- 天埜酒造（資） - 初夢桜〈2010年盛田金しゃち酒造に事業譲渡〉
- 野村酒造（名） - 幸娘〈2009年廃業〉
- 白龍酒造（株） - 白瀧〈2008年廃業〉
- 威光醸造（株） - 威光・家康の里〈2008年廃業〉
- 柴田（名） - 明眸〈2007年廃業、銘柄は関谷醸造が引継ぐ〉
- 白井醸造（株） - 姫街道・菊鶴〈2004年廃業、焼酎の銘柄「薩摩街道」は鹿児島県の濵田酒造が引継ぐ〉
- 伊東（資） - 敷嶋〈2000年廃業、2021年千葉県の千蔵酒造を買収し伊東株式会社として醸造を再開〉
- 磯貝酒造場 - 千代泉〈1989年休造〉
- 梅村酒造本家 - 英優〈1989年休造〉
- （株）田中酒造場（一宮市） - 瑞華正宗〈1989年廃業〉
- 双葉酒造（株） - 曲水宴〈廃業〉
- 蔦半酒造（株） - 蔦娘・薄化粧〈廃業〉

### 近畿地方

#### 三重県
- （株）ナカムラ - 三瀧川〈2016年北海道上川町に移転、上川大雪酒造（株）に社名変更〉
- 北村酒造（名）（名張市） - 旭金時〈2012年廃業〉
- 稲森酒造（株） - 出世鶴、稲の玉、美杉ロマン〈2011年破産[92]〉

#### 滋賀県
- 竹内酒造（株）（湖南市） - 香の泉、唯々、明尽〈2025年酒造免許取り消しにより事実上の酒造事業撤退、小売業として存続。〉
- 近江酒造（株）（東近江市） - 志賀盛〈2023年6月30日酒類製造販売業終了。不動産賃貸業は継続。〉[93]
- 滋賀第一酒造協業組合 - 大湖、六瓢箪〈2011年廃業、銘柄は佐藤酒造（株）（長浜市・新法人）が引継ぐ〉
- （株）宇野本家 - 栄爵〈2009年廃業、現在は展示施設守山宿・町家“うの家”へ。宇野宗佑元首相の実家である。〉
- 月の里酒造（株）（大津市） - 月の里〈OEM〉
- 西勝酒造（株）（近江八幡） - 湖東富貴〈2008年操業停止〉[94]
- 佐藤酒造（有）（長浜市・旧法人） - 〈1973年他7社と協業化により、滋賀第一酒造協業組合へ〉
- 吉兆酒造 - 金紋吉兆〈廃業、銘柄は徳田酒造が引継ぐ〉
- 中村酒造（甲賀市） - 正重〈廃業〉
- 松村酒造 - 菊翁〈廃業〉
- 金盛酒造 - 金盛〈廃業〉
- 重田酒造 - 米運〈廃業〉
- 坂上酒造 - 金湖〈廃業〉
- 服部岩彦酒造場 - 菊水金泉〈廃業〉

#### 京都府
- 大同酒造（株）（京丹後市） - 梅門若竹〈2018年解散[95]〉
- 峰山酒造（有）（京丹後市） - 麗峰〈2013年破産[96]〉
- 細井酒造（株）（与謝郡与謝野町） - 平安京自慢〈2012～2014年廃業[41]〉
- 永雄酒造（有）（京丹後市） - 旭桜〈2003年休造、2019年兵庫県新温泉町へ移転し（株）文太郎に社名変更[97][98]。〉
- （株）三上勘平衛本店（宮津市） - 都小町、大天橋〈1975年廃業、建物は旧三上家住宅として公開。2003年国の重要文化財に指定される。〉

#### 大阪府
- 藤本酒造場（藤井寺市） - 冨士正〈2022年3月31日廃業[99]〉
- 重村酒造場（枚方市） - 穂谷〈2012年廃業[100]〉
- 寺田酒造場（貝塚市） - 秀長〈2012～2014年廃業[41]〉
- 義本本家酒造（有）（泉南郡熊取町） - 一等國〈2004年廃業、熊取町内の酒店、酒工房はらに銘柄を譲渡し浪速酒造に醸造を委託し復活したが[101]、その後閉店。〉
- オキナ酒造（株）（羽曳野市） - 近つ飛鳥〈2003年廃業〉
- 信貴本家酒造（岸和田市） - 豊稔〈1999年廃業〉
- 田中酒造（株）（吹田市） - 文正宗〈1996年以降廃業〉
- 津田酒造（株）（枚方市） - みや鶴〈1994年酒造事業撤退〉
- 小北酒造場（枚方市） - 菊人形〈1992年廃業〉
- 田中酒造場（枚方市） - 谷川〈1983年廃業〉
- 万里春酒造（株）（富田林市） - 万里春〈1982年廃業[102]〉
- 池尻酒造（株）（枚方市） - 成功正宗〈1979年廃業〉
- 辻林酒造（有）（和泉市） - 錦〈酒造事業撤退、小売業として存続していたが2018年解散。酒蔵は解体されている。〉

#### 兵庫県
- 井澤本家（名）（加古郡稲美町） - 倭小槌〈2021年廃業[103]〉
- 大熊酒造（株）（加東市） - 牡丹盛〈2020年廃業[103]〉
- 沢の井酒造（株）（神戸市） - 花川〈2015年以前廃業〉
- 中大槻酒造場（丹波市） - 玉つるぎ〈2014年廃業〉
- （有）泉勇之介商店（神戸市） - 灘泉〈2013年廃業〉
- 本野田酒造（株）（西宮市） - 金鷹〈2012～2014年酒造事業撤退[41]、他社からOEM供給販売〉
- 百萬石酒造（株）（篠山市） - 寿海〈2012～2014年廃業[41]〉
- 打田酒造（株）（丹波市） - 丹波鶴〈2012～2014年廃業[41]〉
- 西谷酒造（資）（高砂市） - 惣盛〈2012～2014年廃業[41]〉
- 難波酒造（有）（神崎郡神河町） - 写楽〈2012～2014年酒造事業撤退[41]、酒店に転業〉
- 灘酒造（株）（西宮市） - 金鹿〈2012年解散、銘柄は大関が引継ぐ〉
- 木村酒造（株）（神戸市） - 瀧鯉〈2009年廃業、銘柄は櫻正宗が引継ぐ〉
- （株）松尾仁兵衛商店（神戸市） - 金正宗〈2008年廃業〉
- 但馬酒造（有）（豊岡市） - 長春秋〈2007年廃業〉※跡地に豊岡グリーンホテルモーリスが建つ。隣に豊岡酒倉（親会社）が酒店を営業中[104]。
- 大手抦酒造（株）（伊丹市） - 大手抦〈2006年廃業[105]、2009年小西酒造が銘柄を復活〉※跡地に伊丹老松酒造が移転。
- 多聞酒造（株）（西宮市） - 多聞〈2002年倒産、銘柄は大関が引継ぐ〉
- 忠勇（株） - 忠勇〈2000年丸金醤油と合併しマルキン忠勇へ、商標権は1976年白鶴酒造へ譲渡〉
- 金露酒造（株）（神戸市） - 金露〈1997年廃業、銘柄はキング醸造が引継ぐ〉
- 肥塚酒造（株）（神戸市） - 都菊〈1995年阪神・淡路大震災で被災し廃業〉
- 坊垣醸造（名）（神戸市） - 戎面〈1995年阪神・淡路大震災により休造〉
- 世界長酒造（株）（神戸市） - 世界長〈1995年阪神・淡路大震災で被災し廃業、銘柄は沢の鶴が引継ぐ〉
- 国冠酒造（株）灘工場（神戸市、本社は東京都中央区） - 国冠〈1995年阪神・淡路大震災で被災し酒造事業撤退〉
- 福壽酒造（株）（神戸市） - 福壽〈1995年阪神・淡路大震災で被災、翌年豊澤酒造（株）と合同で神戸酒心館を設立〉
- 豊澤酒造（株）（神戸市） - 〈同上〉
- （有）本家門前屋（宍粟市） - 三笑〈1977年酒造事業撤退、小売業に転業。近隣の蔵元、老松酒造・山陽盃酒造に委託生産により期間限定で銘柄復活〉

#### 奈良県
- 西田酒造（奈良市） - 両白〈2020年頃、操業停止〉
- 宮崎酒造（天理市） - 白堤〈2013年頃、操業停止〉
- 錦生醸造（奈良市） - 柳生錦〈2008年3月操業停止〉
- 安川酒造（奈良市） - 雪園〈2006年破産[106]〉

#### 和歌山県
- 八塚本家酒造場 - 金桜〈2012～2014年廃業[41]〉
- （株）野半の里 - 神撰、但馬杜氏、寿久〈2012～2014年廃業[41]〉

### 中国地方

#### 鳥取県
- 君司酒造（株）（鳥取市） - 君司、いなば、うたびと、霞の郷、桜姫〈2013年休造〉
- 滝田酒造本店（八頭郡八頭町・旧郡家町） - 東明〈2012年以前酒造事業撤退〉
- 原酒造（東伯郡琴浦町） - 山陰酔喜元、星闌干〈2011年廃業〉
- （有）益尾酒造本店（米子市） - 真壽鏡〈2009年廃業、銘柄は千代むすび酒造が引き継ぐ〉
- 小川（名）（現：松井酒造（名））（倉吉市） - 打吹正宗〈2007年以降日本酒事業を休造、焼酎専業となる〉
- 三上酒造（株）（日野郡日南町） - 家光〈2000年休造、委託醸造に切替えるもその後廃業〉

1998年以降休廃業
- 御車酒造（有）深田本店（米子市） - 御車〈酒造事業撤退、酒蔵は解体済み〉
- （有）尾崎酒造場（八頭郡八頭町） - 北陽松の友〈廃業〉
- 内藤酒造（有）（米子市） - 大山白藤、富久一〈廃業〉
- 陽気酒造（株）（鳥取市河原町） - 陽気、鬼びっくり〈廃業、2016年酒蔵を解体し住宅地へ〉
- 角田酒造（有）（西伯郡大山町） - 大和鏡〈桶買いに切替え後酒造事業撤退、大谷酒造へ委託醸造、OEM供給販売〉
- 山上生産（株）（日野郡日南町） - 伯耆富士〈廃業〉

1997年以前降休廃業
- （株）河田酒造場（鳥取市河原町） - 東洋美人〈廃業、跡地は老人ホームへ〉
- 長年酒造（株）（米子市淀江町） - 長年〈1992年廃業、銘柄は千代むすび酒造が引き継ぐ〉
- 面谷（名）（境港市） - 暁山〈1990年以前酒造事業撤退、酒蔵は剥製水族館海とくらしの史料館へ改修〉
- 杉谷（名）(境港市) - 秀蘭〈廃業、跡地はアパートへ〉
- 森田酒造場（八頭郡八頭町・旧船岡町） - 銀泉〈廃業、酒蔵は解体済み〉
- 酒林酒造（東伯郡琴浦町・旧赤碕町） - 泉川〈酒造事業撤退、酒林（株）へ社名変更し酒店に転業するも2015年破産[108]〉
- 天賞酒造（株）（米子市） - 天賞〈1980年酒造事業撤退[109]、酒店に転業、現:テンショウ酒店〉
- 石井酒造（有）（東伯郡湯梨浜町・旧泊村） - 女王〈1980年廃業[109]、酒蔵跡地近くで酒店を開業〉
- 会見酒造（西伯郡南部町） - 爛漫旭桜〈1971年酒造事業撤退[109]、酒店に転業するも現在は閉店〉
- （有）遠藤本店（東伯郡北栄町） - 花形〈1966年酒造事業を大谷酒造と合併[109]、現在は酒店として営業中〉
- 安達酒造（有）（西伯郡伯耆町・旧日野郡溝口町） - 養老泉〈1966年益尾酒造本店と合併[109]〉※創業家は2009年どぶろくメーカー（株）上代の設立に関わり、同社の杜氏を務めている。
- 八上酒造（株）（鳥取市河原町） - 八上姫〈1966年（資）諏訪娘酒造場と合併し諏訪酒造（株）へ[109]〉
- 倉吉銘醸（株）（倉吉市） - ほうき羽衣〈1966年以降[109]〉※高田酒造と所在地は近く、代表は兼任。
- 吹野（名）（米子市） - 〈1949年酒造事業撤退、醤油製造に転業するも1959年廃業[110]〉

#### 島根県
- （株）竹下本店（雲南市） - 出雲誉、出雲大衆、我が道を行く、都の西北〈2022年酒造事業撤退、田部竹下酒造へ事業譲渡。2024年解散〉※竹下登元首相の実家である。
- 木村酒造（有）（大田市） - 羅浮仙〈2016年廃業、鳥取県・福羅酒造に醸造を委託していた。〉[111]
- 三櫻酒造（株）（浜田市） - 三つ桜〈酒造事業撤退、2013年酒造組合HPより削除、不動産賃貸業に転業。2024年酒蔵を解体し跡地を売却〉[111]

2005年以降休廃業
- 古川酒造（有）（出雲市） - 八千矛〈2013年廃業[41]、銘柄は旭日酒造（出雲市）が引継ぐ〉
- 石橋酒造（有）（出雲市） - 世界の花〈2007年倒産〉
- 天界酒造（株）（安来市） - 天界〈2006年廃業〉
- 天祐酒造（有）（松江市） - 旭天祐〈酒造事業撤退、不動産賃貸業（アパート経営）に転業〉
- （有）立花酒造場（出雲市） - 八雲
- 松本酒造（有）（雲南市） - 出雲千代鶴〈酒造事業撤退、小売業に転業するも2019年解散[113]〉
- 白藤酒造（有）（大田市） - 白藤
- 清水酒造場（大田市） - 矢瀧正宗

1992年以降休廃業
- 八千代酒造（株）（仁多郡奥出雲町） - 出雲八千代〈2004年仁多町（現・奥出雲町）が買収、第三セクターの奥出雲酒造へ〉
- 東屋酒造（株）（益田市） - 東栄冠
- 中原酒造（益田市） - 金冠白菊
- 大王酒造（株）（益田市） - 蟠龍〈2019年解散[115]〉
- 大田酒造（有）（大田市） - 殊勲
- 津田酒造（有）（邑智郡川本町） - 蔦錦
- 宇津巻酒造場（江津市） - 日乃出
- 若鶴酒造（有）（江津市） - 若鶴
- 大社銘酒醸造（株）（出雲市） - 大社福授
- 三木酒造（名）（出雲市） - 大和美人
- （有）原田本店（松江市） - 都乃花

1991年以前休廃業
- 不老泉酒造（有）（邑智郡邑南町） - 不老泉〈1983年以降廃業[116]〉
- 寺戸酒造（株）（浜田市三隅町） - 杜頭の杉〈1983年以降廃業[116]〉
- 玉江酒造（有）（江津市） - 玉江正宗〈1978年以降酒造事業撤退[116]、小売業に転業し武田酒店へ、酒蔵は2019年の時点で現存〉
- 岩本酒造場（浜田市） - 三ツ星〈1978年以降酒造事業撤退[116]、小売業に転業するも現在は閉店[117]〉
- 小川酒造（浜田市） - 福小梅、小櫻〈1976年以降酒造事業撤退[116]、小売業に転業するも現在は閉店[117]〉
- （株）石橋酒場（益田市） - 富士鷹〈1975年以降廃業[118]〉
- 木島酒造（有）（大田市仁摩町） - 花えくぼ〈1975年以降廃業[116]〉
- 伊藤酒造場（浜田市）- 藤の鶴〈1974年以降廃業[116]〉
- 華泉酒造（資）（鹿足郡津和野町） - 華泉〈1973年（資）橋本本店と合同で（資）石州酒造を設立し製造を移管、以降銘柄の保有と販売のみとなる[119]。〉
- （資）橋本本店（鹿足郡津和野町） - 魁龍〈1973年華泉酒造（資）と合同で（資）石州酒造を設立し製造を移管、以降銘柄の保有と販売のみとなる。2005年資本撤退後も委託醸造は続けられたが2010年以降閉店。〉
- 毛利酒造（隠岐郡隠岐の島町） - 〈1972年企業合同により隠岐酒造へ[120]〉
- 長谷川酒造（隠岐郡隠岐の島町） - 〈同上〉
- 高宮酒造（隠岐郡隠岐の島町） - 高正宗〈同上〉※銘柄は隠岐酒造へ継承。
- 長谷川酒造場（隠岐郡隠岐の島町） - 〈同上〉
- 安藤本店（隠岐郡西ノ島町） - 〈同上、現・隠岐酒造西ノ島支店〉
- 大社正宗醸造（資）（出雲市） - 〈1970年酒造事業を鳥取県・原酒造と企業合同[109]により大社工場となるもその後閉鎖、2011年原酒造が廃業し他社に委託醸造し小売業に転業〉
- （株）村上本店（鹿足郡吉賀町） - 泉老〈1970年以降廃業[116]〉
- 島根美人酒造（有）（大田市温泉津町） - 島根美人〈1969年以降廃業[116]〉
- 雲井菊酒造（株）（江津市） - 雲井菊〈1969年以降廃業[116]〉
- （有）藤代酒造場（江津市） - 都冨士〈1969年以降廃業[116]〉
- 黒川醸造（有）（江津市） - 春駒〈1969年以降廃業[116]〉
- （株）島根中央酒造（大田市） - 月世界〈1969年以降廃業[116]〉
- 潮酒造場（益田市） - 匹見峡〈1969年以降廃業[116]〉
- （株）枕瀬酒場（鹿足郡津和野町・旧日原町） - 春日正宗〈1968年以降廃業[116]〉
- 俵元輔（浜田市） - 老松〈1966年酒造事業を鳥取県・君司酒造と企業合同[109]により浜田工場となるもその後閉鎖、小売業に転業するも現在は閉店し調剤薬局へ〉
- 酔乃松酒造（株）（浜田市） - 酔乃松〈1965年以降酒造事業撤退[121]、小売業・不動産業に転業するも現在は閉店[117]〉
- 近藤酒造（有）（大田市） - 浮櫻〈1965年以降廃業[116]〉
- 熊谷酒造（有）（大田市） - 天領〈1965年以降廃業[116]、建物は重要文化財熊谷家住宅として公開。〉
- 勝部酒造（名）（大田市） - 華乃会〈1965年以降廃業[116]〉
- 千代鏡酒造（株）（江津市） - 千代鏡〈1965年以降廃業[116]〉
- 明の松酒造（有）（浜田市三隅町） - 明の松〈1964年以降廃業[116]〉
- 坂根酒造（有）（浜田市金城町） - 若松〈1963年以降廃業[116]〉
- 正菊酒造（株）（鹿足郡津和野町・旧日原町） - 正菊〈1963年以降廃業[116]〉
- 佐々田酒造（株）（浜田市金城町） - 長寿〈1963年以降廃業[116]〉
- 白上酒造（名）（益田市） - 白鹿美〈1963年以降廃業[116]〉
- 浦風酒造（株）（益田市） - 浦風〈1962年以降廃業[116]〉
- 泉酒造（有）（大田市仁摩町） - 歌の友〈1962年以降廃業[116]〉
- （有）山尾酒造場（大田市仁摩町） - 大連〈1962年以降廃業[116]〉
- 能美晃（江津市桜江町） - 喜久泉〈1962年以降廃業[116]〉
- 梅の井酒造（株）（浜田市） - 梅の井〈1961年以降廃業[121]〉
- 石西酒造（資）（益田市） - 雪桜〈1957年兵庫県西宮市に移転、1958年灘誉酒造と合併し灘誉石西酒造（株）へ、1966年神戸市東灘区へ移転し灘誉酒造（株）へ[122]、その後福徳長酒類へ。益田市の工場跡は島田家住宅として登録有形文化財に登録、酒蔵は現存し益田酒類食品（株）本社として使用。〉
- 森一洋（江津市） - 復興〈1956年以降廃業[116]〉
- 宮岡酒造（有）（邑智郡美郷町・旧邑智町） - 鴨山〈1956年以降廃業[116]〉
- 永見不二夫（旧市木村・現邑智郡邑南町・浜田市） - 千万両〈1956年以降廃業[116]〉
- 石西酒造（資）津和野工場（鹿足郡津和野町） - 華泉〈1955年独立し華泉酒造（資）へ[116]〉

#### 岡山県
- 金剛酒造（株）（和気郡和気町） - 金剛〈2021年3月末廃業[123]〉
- 小坂酒造（株）（赤磐市） - 鶴の池〈2020年廃業[124]〉
- 玉泉酒造（株）（備前市） - 玉泉〈2019年解散[125]〉
- 大美酒造（有）（真庭市） - 美保鶴〈2018年酒造事業撤退[126]、小売業として当分存続するが2019年北海道亀田郡七飯町の酒類小売業・冨原商店が買収、同地に本社移転し箱館醸蔵（有）へ社名変更し[127]、2021年醸造開始予定[128]。〉
- 藤田酒造（有）（浅口市） - 金光賀真〈2017年解散[129]〉
- 白神酒造（株）（倉敷市） - 玉司〈2017年解散[130]〉
- 三千鶴酒造（株）（倉敷市） - 三千鶴（みちつる）〈2014年破産[131]、酒蔵は解体済み〉
- 苅田酒造エネルギー（株）（津山市） - 諸白〈2011年頃より休造〉
- 中田酒造（有）（倉敷市） - 歓の泉〈2009年廃業[132]〉
- 正義櫻（株）（倉敷市） - 正義櫻〈2004年廃業、銘柄は平喜酒造が引継ぐ〉
- 勝山酒造（有）（真庭市） - 作州武蔵〈2002年廃業、銘柄を難波酒造（津山市）へ譲渡〉

1997年以降に休廃業
- お多美鶴酒造（株）（岡山市） - お多美鶴〈廃業、跡地はマンションへ〉
- 一福酒造（資）（岡山市） - 一福〈廃業〉
- 岡山酒造（株）（岡山市） - 山盛〈酒造事業撤退、不動産賃貸業へ転業。2018年（株）オフィスウインドに社名変更。〉
- 西灘酒造（株）（岡山市） - みさほ鶴〈廃業〉
- 越宗酒造（株）（赤磐市） - 赤坂錦〈廃業〉
- 周藤酒造（株）（赤磐市） - 七福〈廃業〉
- 大田原酒造（資）（和気郡和気町） - 扇長〈廃業〉
- 玉鶴酒造（株）（岡山市） - 千代玉鶴〈廃業〉
- 前野酒造（株）（倉敷市） - 福好〈廃業〉
- 児島鶴酒造（有）（倉敷市） - 児島鶴〈廃業〉
- （株）若林本家（岡山市） - 栄松〈廃業〉
- 濱屋酒造（株）（倉敷市） - 内海長〈廃業〉
- 赤澤酒造（株）（倉敷市） - 澤泉〈廃業〉
- （有）川上庄七本店（浅口市） - 吉備正宗〈廃業〉
- 桜冠酒造（株）（浅口市） - 桜冠〈廃業、銘柄は菊池酒造が引継ぐ〉
- 仁科酒造場（浅口郡里庄町） - 里見鶴〈廃業〉
- 森澤酒造（有）（高梁市） - 稔自慢〈酒造事業撤退、酒蔵は駐車場へ、白菊酒造よりOEM供給販売〉
- 大島酒造（株）（高梁市） - 深山鶴〈廃業〉
- 浅野酒造（株）（高梁市）- 國吉〈廃業、酒蔵は解体済み〉
- 山本酒造（株）（高梁市） - 吉備美人〈酒造事業撤退、酒店に転業、酒蔵は駐車場・倉庫として利用、他社よりOEM供給を受け同店内で販売していたが、2019年解散[134]〉
- 山本酒造（株）（倉敷市） - 玉美人〈廃業〉
- 山本酒造（株）（美作市） - 喜久娘〈廃業、2020年解散[135]〉
- 真庭酒造（有）（真庭市） - 真庭鶴〈廃業〉
- 妹尾酒造（有）（真庭市） - うろこ〈廃業、酒蔵は解体済み〉
- 下山酒造（資）（津山市） - 平和正宗〈廃業、酒蔵は解体済み〉
- 西村酒造（株）（苫田郡鏡野町） - 桂冠国の光〈廃業〉
- 後藤酒造（資）（苫田郡鏡野町） - 藤娘〈廃業、2015年以前解散〉
- 旭鶴酒造（株）（久米郡久米南町） - 金紋旭鶴〈休造、難波酒造よりOEM供給販売を受けていたが2022年の時点で酒蔵は解体され更地となっている〉
- 吉野酒造（株）（美作市） - 牡丹正宗〈廃業〉
- （有）遠藤酒造場（倉敷市） - 宝富士〈酒造事業撤退、不動産賃貸業（駐車場・アパート経営）に転業するも2020年破産〉
- （資）遠藤酒造場（美作市） - 光露〈休造〉
- 東郷酒造（株）（美作市） - 東郷〈休造〉
- 香本醸造（資）（勝田郡勝央町） - 香正宗〈廃業〉

1996年以前
- （有）横山酒造場（備前市） - 鶴の海〈廃業、2016年解散[136]、酒蔵跡地はソーラー発電所へ〉
- 大饗酒造（株）（備前市） - 吉野鶴〈廃業、2016年解散[137]〉
- 久津間酒造（有）（井原市） - 〈1975年酒造事業撤退、小売業に転業。酒蔵を分家の久津間製菓に譲渡し菓子工場となる。〉
- （株）渡辺酒造本店（高梁市） - 白菊〈1973年企業合同により白菊酒造〈当時・成羽大関酒造〉へ[138]〉
- 仲田酒造（株）（高梁市） - 〈同上、現在は酒店の仲田商店に転業〉
- 山崎酒造（名） - 〈同上〉
- 湯原酒造（株）（真庭市） - 濱の鶴〈1961年酒造事業撤退、温泉旅館に転業、現・湯の蔵つるや。辻本店のOEM供給により銘柄復活し同旅館内で販売〉
- 土屋酒造（真庭市） - 〈廃業、現・十字屋記念館〉
- 中井酒造（有）（真庭市） - 旭川〈廃業〉
- 森田酒造（株）（真庭市） - 生命泉〈廃業〉

#### 広島県
- 久保田酒造（株）（広島市安佐北区可部） - 菱正宗〈2020年廃業[139]、2021年11月の時点で酒蔵は解体され更地になっている。〉
- 上杉酒造（株）（山県郡北広島町） - 八重の露〈2018年解散[140]〉
- （株）藤岡酒造店（呉市音戸町） - 音戸の瀬戸〈2017年廃業[141]〉
- 安佐酒造（株）（広島市安佐南区） - 安佐泉〈2017年解散[142]〉
- 賀茂輝酒造（株）（東広島市） - 賀茂輝〈2014年廃業〉
- 玉扇酒造（株）（広島市安佐北区安佐町） - 玉扇〈2013年破産[143]〉
- 田中酒造（株）（神石郡神石高原町） - 神招〈2012～2014年酒造事業撤退[41]、酒店に転業するも2020年解散[144]〉
- 備南酒造（有）（尾道市因島） - 因島大橋〈2013年廃業[145]〉
- （株）有木酒造場（安芸高田市） - 喜美福〈2012～2014年廃業[41]〉
- 大内山酒造（株）（呉市） - 大内山〈2012年廃業[146]〉
- 千代乃春酒造（株）（東広島市） - 千代乃春〈2009年事業停止[147]、2020年解散[148]〉
- 福光酒造（株）（山県郡北広島町） - 朝光〈2006年日本酒事業撤退、その後どぶろく・ワインの醸造を開始〉
- 喜久牡丹酒造（株）（東広島市） - 喜久牡丹〈2005年廃業〉
- 万寿の井酒造（有）（三次市） - 万寿の井〈2004年廃業〉
- 家納喜酒造（株）（廿日市市） - 家納喜〈2000年火災により廃業、銘柄は下関酒造が引き継ぎ通販専用の銘柄となる。酒蔵跡地はスーパーマーケット「スパーク 廿日市店」へ〉
- 金天鈴酒造（株）（三次市） - 金天鈴〈2000年廃業〉

2001年以降酒造組合HPから削除
- 豊田酒造（株）（大竹市） - 勝菊
- 田熊酒造（株）（大竹市） - 宝永鶴
- 藤高酒造（株）（大竹市） - 喜久娘
- 佐藤酒造（株）（呉市） - 満潮、カープ〈2019年解散[149]〉
- （株）水野商店（呉市） - 千恵盛
- 小田酒造（株）（呉市） - 日章冠
- （株）相原本店（呉市） - 不二寿
- 白石酒造（株）（広島市安佐北区可部） - 白瀧
- 千豊酒造（有）（山県郡北広島町） - 千豊の酒
- （有）板岡酒造場（安芸高田市） - 山陽愛泉
- 高田鶴酒造（株）（広島市安佐北区） - 高田鶴
- （株）柄商店（東広島市安芸津町） - つちや〈酒造事業撤退、卸売業に転業〉
- 高橋酒造（株）（福山市） - 賀茂正宗、深山〈深山は三輪酒造が銘柄を引き継ぐ。旧酒蔵は和食店へ〉
- 松永酒造（株）（福山市） - 千萬喜
- 太平洋酒造（株）（尾道市因島） - 金冠千代鶴〈酒造事業撤退、酒店に転業するも2018年破産[150]〉
- 大藤酒造（株）（三原市） - 旭菊水〈酒造事業撤退、不動産賃貸業に転業〉
- 白蘭酒造（株）（三次市） - 白蘭
- 福六酒造（有）（三次市） - 福六〈2018年解散、2019年登記復活[151]〉
- 八谷酒造（株）（庄原市） - 峰仙人
- 高野山酒造（株）（庄原市） - 高野山天龍〈2017年解散[152]〉

1995年以降休廃業
- 一勝酒造（株）（呉市） - 一勝
- 玉龍酒造（株）（広島市安芸区） - 玉龍
- （有）脇酒造場（三原市） - 心鏡
- 浮心酒造（株）（庄原市） - 浮心

1994年以前休廃業
- 上久保酒造（広島市安佐北区可部） - 旭鶴〈跡地はレオパレス旭鶴〉
- 定森酒造場（三原市） - 栄冠山陽
- 内海酒造（株）（三原市） - 御代金水〈酒造事業撤退、不動産賃貸業（駐車場業）に転業〉
- 本郷酒造（株）（三原市本郷町） - 杜鵑〈酒造事業撤退、不動産賃貸業（駐車場業）に転業。銘柄を敷地内の酒屋（株）サワダに譲渡、梅田酒造場に委託醸造を行っていたが、2018年閉店・解散〉
- 山陽一酒造（株）（東広島市） - 山陽一〈1990年酒造事業撤退、酒店・通販ショップに転業、酒蔵は海鮮料理店「海鮮蔵天亀」へ〉
- 堀本酒造（株）（東広島市安芸津町） - 金泉〈1989年以降廃業[154]、銘柄は相原酒造が引継ぐ。跡地は本田クリニックが取得しデイサービスセンター金泉/グループホーム金泉となる[155]。〉
- 重田酒造（東広島市安芸津町） - 日の丸〈1989年以降廃業〉

#### 山口県
- 一○酒造（株）（萩市） - 一○正宗〈2020年解散[156]〉
- （株）川村酒造場（大島郡周防大島町） - 東洋男山〈2012～2014年廃業[41]〉
- 青木酒造（株）（周南市） - 錦萬代〈2012～2014年廃業[41]〉
- 冨永酒造（株）（周南市） - 富久壽〈2012～2014年酒造事業撤退[41]、山縣本店に委託醸造し小売業に転業。〉
- （株）中村酒場（周南市） - 勢力〈2012～2014年酒造事業撤退[41]、他社に委託醸造し小売業に転業。〉
- 木下酒造（株）（山口市） - 光栄福正宗〈1979年以降自社醸造を止め桶買いに切替え、2012～2014年酒造事業撤退[41]、他社に委託醸造し小売業に転業。〉
- 三浦酒造（株）（萩市） - 銀嶺〈2012～2014年廃業[41]〉
- 竹山酒造場（山陽小野田市） - 糸根鶴〈2012～2014年廃業[41]〉
- 万倉酒造（名）（宇部市） - 七福寿〈2012～2014年廃業[41]〉
- 大丸酒造（萩市） - 友栄正宗〈2012～2014年廃業[41]〉
- 白井酒造本店（萩市） - 白泉〈2012～2014年廃業[41]〉
- 西谷酒造（株）（下関市） - 阿鼓櫻〈2012～2014年廃業[41]〉

### 四国地方

#### 徳島県
- 真野武酒造（株） - 阿波踊〈2014年倒産〉

#### 香川県
- （株）森國酒造（小豆郡小豆島町） - ふわふわ。ふふふ。うとうと。〈2019年破産[157]、小豆島酒造（株）に事業譲渡。〉
- 池田酒造（株）（高松市） - 楽心〈2005年廃業、同社元社長は小豆島で森國酒造を設立〉
- 久間酒造（株）（高松市） - 賀寿美〈酒造事業撤退、酒店に転業、現・ベアーズ〉
- （株）北川商店（高松市） - 香龍〈廃業、酒蔵のリノベーションによりクローバーカフェ高松店へ。〉
- 国宗酒造（株）（高松市） - 露乃司〈廃業〉
- 宝美人酒造（株）（木田郡三木町） - 宝美人〈廃業〉
- 綾川酒造（株）（坂出市） - 綾千鳥〈酒造事業撤退、洋菓子店アゼリアとなるも現在は閉店。〉
- 鎌田酒造（株）（坂出市） - 友白髪〈廃業〉
- （名）曽川本店（丸亀市） - 月星〈酒造事業撤退、現在は駐車場業。〉
- 松永酒造（名）→大吉酒造（株）（丸亀市） - 大吉〈酒造事業撤退、酒店に転業するも閉店、現在は貸店舗業。〉
- 亀鶴酒造（株）（さぬき市） - 亀鶴〈廃業〉
- 木村中田酒造（株）（さぬき市） - 悦の司〈廃業〉
- 横山酒造（株）（三豊市） - 三豊鶴〈廃業、酒蔵はレストラン三豊鶴へ。〉

#### 愛媛県
- 緒方酒造（株）（西予市） - 緒方洪庵〈2021年西日本豪雨で被災し廃業[158]〉
- （有）堀の井酒造場（西条市） - 金泉堀の井〈2012～2014年廃業[41]〉
- （株）佐々木本店（西宇和郡伊方町） - 日々の力〈2012～2014年廃業[41]〉

#### 高知県
- 東洋城酒造 - 東洋城〈休造〉
- 一条酒造 - 土佐一條〈廃業〉

### 九州地方

#### 福岡県
- （株）花の露（久留米市城島町） - 花の露〈2024年～2025年破産[159]〉
- 有薫酒造（株）（久留米市城島町） - 有薫〈2017年廃業[160]〉
- （株）セイリキ産業（旧清力酒造（株））（大川市） - 清力〈2016年破産、別会社が事業継続との情報もあるが詳細は不明[161]。〉
- 綾杉酒造場（福岡市南区） - 綾杉〈2021年酒造事業撤退、直営小売店「酒のぎゃらりい・綾杉」、「綾杉駐車場」の営業は継続[162]。〉
- 目野酒造（株）（柳川市） - 国の寿、Rouge Naturelle〈2016年破産[163]、柳川酒造（株）として2017年事業再開[164]〉
- 鐘ヶ江酒造（株）（久留米市安武町） - 大空〈2012～2014年廃業[41]〉
- 朝凪酒造（株）（久留米市善道寺町） - 朝凪〈2012年破産[165]〉
- 冨安（名）（久留米市山川町） - 冨の寿〈2009年破産、久留米市城島町の（株）花の露が商標権を購入し、2022年に復活させたものの2024年に同社も破産[166][167]。〉
- 野見山本家酒造（株）（飯塚市） - 最高峰〈2000年廃業〉

#### 佐賀県
- 田中酒造（資）（佐賀市） - 芙蓉〈2013年大和酒造（株）と合併し銘柄は引き継がれる〉
- 藤生酒造場 - 酒井正宗〈廃業〉
- （株）峰松酒造場（鹿島市） - 菊王将〈2020年10月1日（株）光武酒造と合併し銘柄は引き継がれる〉[168]
- 中島酒造（資）（杵島郡江北町） - 不老長寿

#### 長崎県
- 菅崎本店 - 初正宗〈廃業〉

#### 熊本県
- 火の国酒造（旧社名：美少年酒造） - 美少年〈2013年（株）美少年に事業譲渡、2014年破産〉
- 菊の城本舗 - 菊の城〈2004年廃業〉[169]

#### 大分県
- 宇佐酒類（株） - 豊娘〈2012～2014年廃業[41]〉